# Nectiopoda
Nectiopoda é a maior ordem de remipédios, contando com 8 famílias. Compreende todos os remipédios vivos restantes, sendo um táxon irmão da ordem Enantiopoda (estes já extintos).